# 세르비아 문학
세르비아 문학은 동방(비잔틴) 문화권에 속해 있었던 세르비아인들이 그리스어로 된 종교서적을 번역하기 위하여 고대 교회 슬라브어를 사용하면서 시작되었다. 12세기부터 나타난 세르비아 문학은 미로슬라브 복음서, 성서이야기, 성자전 등에서 자신들만의 독특한 특징을 갖추었다. 계몽주의시대의 가장 중요한 세르비아 작가인 도시테 오브라도비치는 세르비아 문학발전에 큰 영향을 미쳤다. 1820-70년의 문학에서는 유럽 낭만주의의 특징을 찾아볼 수 있으며, 특히 부크 스테파노비치 카라지치와 같이 민간 전승에 대한 예찬과 민족주의적 주장이 뚜렷한 것이 특징이었다. 1870-1900년에는 산문작가 라자 라자레비치, 시모 마타불리, 스텐반스레마츠 등 사실주의를 지향하는 경향이 있다. 19세기 말엽에는 프랑스 상징주의의 영향을 많이 받아 객관적 묘사에서 심리적 서술로 바뀌었는데, 보리사브 스탄코비치작품에서 볼 수 있듯이 서정적 성격을 띠는 경향이 짙었다. 20세기 초부터 1960년대까지는 문학의 표현양식 문제를 둘러싼 논쟁이 활발하였고 1960년대말부터는 논쟁의 초점이 사회주의 사회의 문학에서 정치적·사회적 논평이 차지하는 위치와 문학작품의 내용으로 옮아 갔다.